# Sindkhed Raja
Sindkhed Raja es una ciudad y  municipio situada en el distrito de Buldana en el estado de Maharashtra (India). Su población es de 16434 habitantes (2011). En la ciudad nació Jijabai, madre Shivaji, creador del imperio Maratha.

## Demografía
Según el censo de 2011 la población de Sindkhed Raja era de 16434 habitantes, de los cuales 8553 eran hombres y 7881 eran mujeres. Sindkhed Raja tiene una tasa media de alfabetización del 82,03%, superior a la media estatal del 82,34%: la alfabetización masculina es del 89,58%, y la alfabetización femenina del 73,97%.